# Hanne-Vibeke Holst

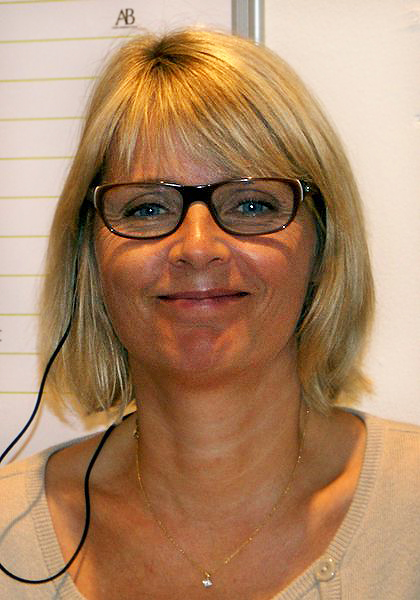
Hanne-Vibeke (2009)

Hanne-Vibeke Holst (* 21. Februar 1959 in Hjørring) ist eine dänische Journalistin und Schriftstellerin, die mit dem Søren-Gyldendal-Preis und mit De Gyldne Laurbær ausgezeichnet wurde.

## Leben
Hanne-Vibeke Holst, älteste Tochter des Schriftstellerpaars Knud Holst Andersen und Kirsten Holst, studierte nach dem Schulbesuch Journalistik und war danach seit 1984 als Journalistin bei der Tageszeitung Berlingske Tidende sowie von deren Sonntagsausgabe Søndags B.T.
Ihr literarisches Debüt gab sie 1980 mit Hejsa, Majsa!. In der Folgezeit verfasste sie zahlreiche weitere Bücher, in denen sie sich insbesondere mit der Rolle moderner Frauen befasste, die einerseits neuen Herausforderungen, andererseits alten Problemen ausgesetzt sind. Ihre Bücher wurden unter anderem ins Deutsche, Niederländische und Schwedische übersetzt.
Im Jahr 2002 veröffentlichte sie ihren Roman Kronprinsessen (Die Kronprinzessin), in dem eine junge, idealistische Politikerin schrittweise desillusioniert wird. Sie begreift allmählich, dass es unmöglich ist, ihr privates Leben mit den Anforderungen eines Ministeramtes zu vereinen. Nach parteiinternen Auseinandersetzungen und kritischen Presseveröffentlichungen gibt sie ihre Karriere auf. Nach Ansicht vieler Rezensenten zählt Mona Sahlin zu den Vorbildern der fiktiven Protagonistin und die sogenannte Toblerone-Affäre als literarischer Hintergrund. Das Buch wurde in Schweden für eine Fernsehserie verfilmt; die Rolle der Politikerin verkörperte Alexandra Rapaport. 
Hanne-Vibeke Holst engagiert sich darüber hinaus auch politisch. Sie ist nicht nur seit 1999 Sonderbotschafterin des Bevölkerungsfonds der Vereinten Nationen (UNFPA), sondern auch Mitglied der Nationalen UNESCO-Kommission.

## Veröffentlichungen
in deutscher Sprache
- Nächsten Sommer, Jugendbuch, 1992, ISBN 3-451-22491-7
- Meerjungfrau sucht Mann fürs Leben, Originaltitel Det virkelige liv, 1998, ISBN 3-442-43899-3
- Mann umständehalber abzugeben, Originaltitel Thereses tilstand, 1999, ISBN 3-442-44262-1
- Sag jetzt nichts, Liebling, Originaltitel En lykkelig kvinde, 1999, ISBN 3-442-44352-0
- Die Kronprinzessin, Originaltitel Kronprinsessen, 2003, ISBN 3-442-45544-8
- Seine Frau, Originaltitel Kongemordet, 2008, ISBN 978-3-453-29040-2
- Der perfekte Plan, Originaltitel Dronningeofret, 2010, ISBN 978-3-453-29072-3
- Das Mädchen aus Stockholm, Originaltitel Undskyldningen, 2014, ISBN 978-3-492-30669-0

## Auszeichnungen
- 2003: Søren-Gyldendal-Preis für den Roman Kronprinsessen
- 2006: Mathildeprisen von Dansk Kvindesamfund
- 2009: De Gyldne Laurbær für Dronningeofret